# 曹萌
曹萌（？—？），又名曹節，字元偉，是漢順帝時宦官曹騰的父親。

## 生平
曹萌的生平，在正史上沒有記載。根據《三國志》卷一引用司馬彪的《續漢書》，曹騰的父親是曹節（《三国志》武帝紀集解以及藝文類聚和太平御覽作曹萌，曹操的女兒又叫曹節，所以曹萌的可能性更大），字元偉，生有四子。曹騰排行第四，從小就被送入皇宮當宦官。
《三國志》將曹操的先祖追溯到西漢開國功臣曹參。原先学术界质疑，曹操的父親曹嵩既然只是曹騰的養子，则原來可能不姓曹，因此曹操與曹參可能並沒有血緣關係，或是从夏侯氏抱养。
司馬彪的《續漢書》記載一段曹節的小故事，曹節的鄰居丟了一頭豬，到曹節家尋找，指認曹家的一頭豬就是他走失的豬，曹節不與他爭執，讓鄰居將豬牽回去。後來鄰居家走失的豬自己跑回家來，鄰居感到羞愧，趕忙登門道歉，送還曹家的豬。曹節也不責怪，笑著接受了。於是鄉里之間都稱讚曹節是一位仁慈敦厚的人。

## 家庭

### 子女
- 长子，字伯兴；
- 二子，字仲兴；
- 三子，字叔兴；后代有曹冏，《三国志注》引《魏氏春秋》有他的上书，以他为曹芳的族祖，因此曹冏为曹叔兴的曾孙
- 四子曹腾，字季兴，曹嵩养父；
- 曹鼎。

## 後人
- 曹芳，曹魏第三位皇帝，被司馬師廢掉。